# Frans Ros
(Jan) Frans Ros (Lier, 2 september 1883 - aldaar, 10 november 1968) was een Belgische kunstenaar, portretschilder en van 1929 tot 1957 achtste directeur van de tekenacademie te Lier.

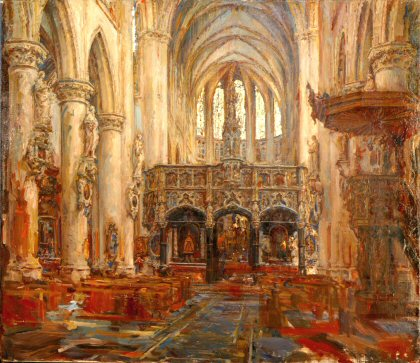
Interieur Sint-Gummaruskerk in Lier

Hij volgde in 1902 les bij J. De Vriendt, behaalde in 1908 aan de Academie van Antwerpen de eerste prijs met zilveren medaille, aangesteld in 1915 als huisbewaarder van het Liers stedelijk museum, bevorderd tot conservator in 1929 en in datzelfde jaar volgde hij Edwardus Careels op als directeur van de Lierse academie voor Schone Kunsten.
Ros werd vooral bekend als schilder van kerkinterieurs.

## Persoonlijk
Hij huwde in 1923 met Alice Van Rompay, nicht van vriend Oscar Van Rompay. Ze kregen samen drie kinderen.